# Epistemma decurrens
Espèce
Statut de conservation UICN

 EN B1ab(iii)+2ab(iii) : En danger
Epistemma decurrens H.Huber est une espèce de plantes à fleurs de la famille des Apocynaceae (autrefois classée dans l'ancienne famille des Asclepiadaceae) et du genre Epistemma, endémique du Cameroun.

## Description
C'est un arbuste épiphyte.

## Distribution
Endémique, en danger critique d'extinction du fait de sa rareté, l'espèce a été observée dans la Région de l'Adamaoua et celle du Nord-Ouest (Dom, mont Oku, réserve forestière de Bali Ngemba).